# Hvítárvatn
Ne doit pas être confondu avec Hvítavatn.
Le Hvítárvatn ou Hvítalón, toponyme islandais signifiant littéralement en français « lac aux eaux blanches » et « lagune aux eaux blanches », est un lac d'Islande situé dans les Hautes Terres, en bordure orientale du Langjökull, près de la route F35. Il a une superficie de 30 km2 et une profondeur maximale de 84 mètres. Il donne naissance à la Hvítá, une des plus grandes rivières du pays.